# Velvetina
Velvetina è il primo lavoro interattivo pubblicato dall'artista italo-spagnolo Miguel Bosé

## Storia
Pubblicato il 1º febbraio 2005, in Spagna e negli USA, circolato anche in altri paesi, tra i quali l'Italia. Si tratta di un CD/DVD multimediale che contiene tredici brani musicali, accompagnati da altrettanti videoclip ad essi relativi. Contiene anche una biografia, una galleria fotografica e la versione remixata di una delle dieci canzoni (che porta le tracce audio al totale di quattordici). I brani sono per lo più cantati in spagnolo, a parte qualche rara concessione all'inglese (soprattutto nel brano Down with love, destinato al mercato nordamericano.
Nel libretto interno, i testi delle tredici tracce, in un carattere simile a quello di una macchina da scrivere, sono accompagnati da altrettanti commenti in prosa di Miguel, a ciascuno dei quali corrisponde variamente un disegno realizzato a matita (raffigurante Miguel), l'immagine di una croce rossa di varie grandezze (che oltre a comparire varie volte nelle diverse pagine, appare anche a sinistra del titolo dell'opera), oppure un'illustrazione, che rappresenta alternativamente una parte del corpo umano o l'ingranaggio di un motore (come a raffigurare visivamente la metafora del corpo umano, visto come una macchina complessa ed articolata, basata sul principio dell'incastro perfetto, con tutte le sue possibili decostruzioni e dislocazioni). Anche i crediti sono discorsivi, invece che didascalici, come di solito avviene nei libretti dei CD musicali.
Dall'album, vengono estratti tre singoli: Down with love, pubblicato in Spagna nel 2004, la versione radiofonica di Ella dijo no, pubblicata negli U.S.A. l'anno successivo, e l'altro singolo spagnolo, un'altra versione edit per la radio, intitolata May day, uscita sempre nel 2005. Come testimonia la nota di pubblicazione sulla copertina, l'album è stato registrato nel 2004, nello stesso periodo del precedente Por vos muero, nonostante sia uscito soltanto un anno dopo. Il titolo Velvetina è contenuto nell'inserto in inglese del brano Celeste amor, ripetuto per cinque volte, sfumando sul finale. È composto da due elementi di differente origine: il sostantivo "velvet" (che in inglese significa "velluto") e il suffisso diminutivo "-ina" (che può essere ricondotto sia all'italiano, dove è il suffisso più frequentemente utilizzato nella sua categoria, sia allo spagnolo, dove è invece una variante geografica, con diffusione regionale, limitata soltanto alle Asturie e alle zone nord-orientali dell'Andalusia).

## Crediti (traduzione italiana)
"Questo progetto è stato suonato, scritto, composto, creato, costruito, sviluppato, terminato e, mano a mano, passo dopo passo, ragionato da Antonio Cortés e Miguel Bosé. Quindi, prodotto dal solo Antonio Cortés. Nessun altro potrà mai essere accusato di avere a che fare con tutto ciò. Abbiamo fiducia. Un giorno, ci si è reso necessario invitare Nicolás Sorín e tutte le sue corde, affinché collocasse il suo pensiero in zone molto delicate come La tropa del rey, Tu mano dirá, Aún más, Paro el horizonte. Lo ha fatto. Grazie, Pochito! E, ancora una volta, ci arrendiamo di fronte alla voce di Helen de Quiroga, giacché senza di lei non c'è magia. E temo che nessun altro...
Grazie all'altalena emotiva di Nacho Bolson della Hermandad del Anillo, e alla pazienza e devozione della Principessa Waldy. Grazie a Belén de Aguirre e di tutti i Santi. Grazie alla mia Negra di sempre, alla scommessa di Greg 'el Observador', alla solidarietà dei Blue Alien's Temple. Però, innanzitutto e soprattutto, grazie alla fondamentale sete di apprendimento, e alla spinta che dà la necessità di comprendere meglio le cose e che ci obbliga costantemente. Grazie alla vita... Che continua a darmi."

## Lista tracce CD
1. Ójala Ojalá 4:43 (Bosé, Cortés)
2. Aún más 4:53 (Bosé, Cortés)
3. No se trata de 4:46 (Bosé, Cortés)
4. Hey Max 4:38 (Bosé, Cortés)
5. Celeste amor 4:21 (Bosé, Cortés)
6. Ella dijo no 4:42 (Bosé, Cortés)
7. De la mano de Dios 4:02 (Bosé, Cortés)
8. La tropa del rey 4:51 (Bosé, Cortés)
9. Verde canalla 4:48 (Bosé, Cortés)
10. Paro el horizonte 3:39 (Bosé, Cortés)
11. Down with love 4:33 (Bosé, Cortés)
12. Tu mano dirá 4:42 (Bosé, Cortés)
13. May day 4:35 (Bosé, Cortés)
14. Ella dijo no (remix) 7:47 (Bosé, Cortés)

## Lista videoclip DVD
1. Ójala Ojalá (direzione e realizzazione: Diego Postigo)
2. Aún más (direzione e realizzazione: Javier Chillón, Jaime Barantán)
3. No se trata de (direzione e realizzazione: Miguel Alcarria)
4. Hey Max (direzione e realizzazione: Jaume de Laiguana)
5. Celeste amor (direzione e realizzazione: Antonio Cortés, Grec Alcol)
6. Ella dijo no (direzione e realizzazione: Alicia Reginato, Benet Román)
7. De la mano de Dios (direzione e realizzazione: Diego Postigo)
8. La tropa del rey (direzione e realizzazione: Sean Mackaoui)
9. Verde canalla (direzione e realizzazione: Manuel Huerga)
10. Paro el horizonte (direzione e realizzazione: Inés Enciso)
11. Down with love (direzione e realizzazione: Juan Torán)
12. Tu mano dirá (direzione e realizzazione: Benet Román, Alicia Reginato)
13. May day (direzione e realizzazione: Joan-Lluis Arruga)

## FormazioneMusicisti/Staff/Produzione
- Miguel Bosé: voci, cori
- Antonio Cortés: produzione, arrangiamenti, programmazione, loops
- Costaguana: editing (S.L. amm. da WB Music Corp. (ASCAP)/SGAE
- Ian Cooper: masterizzazione (Metropolis Studios, Londra)
- Nicolás Sorín: chitarra acustica in 2, 8, 10, 12
- Helen De Quiroga: cori
- Davidelfin: direzione artistica
- jaro.: realizzazione grafica
- Gorka Postigo: fotografia per la grafica
- Arrate Factory: make-up videoclip Miguel Bosé
- RLM: management & contract

## Classifiche
| Classifica (2005) | Posizione massima |
| ----------------- | ----------------- |
| Messico           | 3                 |
| Spagna            | 2                 |